# Alan Shepherd
Alan Shepherd (Carlisle, 28 de septiembre de 1935 - Kendal, 16 de julio de 2007) fue un piloto británico de motociclismo, que participó en el Campeonato del Mundo de Motociclismo desde 1959 hasta 1964.

## Carrera
Hizo su debut en competiciones en 1955, haciéndose notar en el Junior Clubman TT 1956, donde terminó tercero con una Norton International 350. En 1959, estuvo en el mismo equipo que Tommy Robb y Ron Langston en el equipo de Geoff Monty Norton 350/500, AJS 350, Matchless 500 y GMS 250, con la que debutó en el Mundial con motivo del TT Isla de Man.
Con motivo del GP de Úlster 1960 de 350cc, Shepherd con su AJS logró mantenerse al día con las MV Agusta 4 cilindros de John Surtees y John Hartle logrando el récord de vueltas a 95.42 millas por hora antes de una fallo mecánico. Nello Pagani (DS MV) solicitó una verificación del motor de un solo cilindro de Shepherd, creyendo que era un 500 (pero resultó ser legal). En 1961, fue contratado por MZ para competir en la cilindrada de 125 y 250cc. En 350 corrió con la AJS en su lugar. Los mejores resultados vinieron en el octavo de litro con dos podios.
En 1962 registró su primera victoria en la clase 500, con una Matchless en el GP de Finlandia y, al final de la temporada, terminó subcampeón por detrás de su compatriota Mike Hailwood. Repitió la misma posición en 1963. Al mismo tiempo, Shepherd continuó compitiendo también en las cilindradas menores con MZ y, aunque no logró el éxito, terminó la temporada con 8 puestos en el podio entre las diversas cilindradas.
En 1964, fue el último que se jugó y, sin embargo, después de haber dejado de competir en la Clase 500, registró su segundo victorias al ganar la carrera del Gran Premio de Estados Unidos de 250 cc. Una victoria obtenida a pesar de innumerables dificultades. Shepherd tuvo que ir a recoger la moto en la RDA con su camioneta, ya que no se habían otorgado visados al equipo MZ y regresar a Inglaterra para volar Daytona (dormir solo una hora); cuando llegó a Estados Unidos tuvo problemas de carburación, que logró resolver con una llamada telefónica a Walter Kaaden (jefe del departamento de carreras de MZ) de la que recibió el consejo para ajustar los carburadores y ganar.
Además de los éxitos en las carreras del campeonato mundial, las tres victorias en el clásico North West 200 también son notables.
A finales de 1964 obtuvo un contrato como piloto oficial con Honda, pero durante algunas pruebas en Suzuka perdió el control de su moto y se estrelló. Fue trasladado al hospital con heridas graves en la cabeza y se vio obligado a retirarse de las carreras.
En 2001 sufrió un infarto que lo forzó a ir en una silla de ruedas hasta su muerte el 16 de julio de 2007 después de una larga enfermedad.

## Resultados en el Campeonato del Mundo
Sistema de puntuación desde 1950 hasta 1968:
| Posición | 1 | 2 | 3 | 4 | 5 | 6 |
| Puntos   | 8 | 6 | 4 | 3 | 2 | 1 |

Sistema de puntuación desde 1969 en adelante:
| Posición | 1  | 2  | 3  | 4 | 5 | 6 | 7 | 8 | 9 | 10 |
| Puntos   | 15 | 12 | 10 | 8 | 6 | 5 | 4 | 3 | 2 | 1  |

(Carreras en negrita indica pole position; carreras en cursiva indica vuelta rápida)
| Año  | Clase | Moto      | 1       | 2       | 3       | 4       | 5       | 6       | 7       | 8       | 9       | 10      | 11      | 12    | Pts | Pos  |
| ---- | ----- | --------- | ------- | ------- | ------- | ------- | ------- | ------- | ------- | ------- | ------- | ------- | ------- | ----- | --- | ---- |
| 1959 | 350cc | AJS       | FRA -   | IOM Ret | GER -   |         |         | SWE -   | ULS Ret | NAT -   |         |         |         |       | 0   | -    |
| 1959 | 500cc | Norton    | FRA -   | IOM 7   | GER -   | NED -   | BEL -   |         | ULS 9   | NAT -   |         |         |         |       | 0   | -    |
| 1960 | 250cc | GMS       |         | IOM Ret | NED -   | BEL -   | GER -   | ULS -   | NAT -   |         |         |         |         |       | 0   | -    |
| 1960 | 350cc | AJS       | FRA -   | IOM 7   | NED -   |         |         | ULS Ret | NAT -   |         |         |         |         |       | 0   | -    |
| 1960 | 500cc | Matchless | FRA -   | IOM Ret | NED -   | BEL -   | GER -   | ULS 3   | NAT -   |         |         |         |         |       | 4   | 10.º |
| 1961 | 125cc | MZ        | ESP DNQ | GER 2   | FRA Ret | IOM Ret | NED 3   | BEL 5   | RDA Ret | ULS Ret | NAT 8   | SWE Ret | ARG -   |       | 12  | 7.º  |
| 1961 | 250cc | MZ        | ESP DNQ | GER 5   | FRA 7   | IOM -   | NED Ret | BEL -   | RDA 5   | ULS 5   | NAT 10  | SWE Ret | ARG -   |       | 6   | 10.º |
| 1961 | 350cc | AJS       |         | GER -   |         | IOM Ret | NED -   |         | RDA -   | ULS 5   | NAT 4   | SWE -   |         |       | 5   | 11.º |
| 1962 | 125cc | MZ        | ESP -   | FRA -   | IOM -   | NED -   | BEL -   | GER -   | ULS -   | RDA -   | NAT -   | FIN 3   | ARG -   |       | 0   | -    |
| 1962 | 250cc | Aermacchi | ESP -   | FRA -   | IOM Ret | NED -   | BEL -   | GER -   | ULS -   | RDA Ret | NAT 7   |         | ARG -   |       | 2   | 19.º |
| 1962 | 350cc | AJS       |         |         | IOM 35  | NED 7   |         |         | ULS 4   | RDA 9   | NAT -   | FIN 3   |         |       | 7   | 6.º  |
| 1962 | 500cc | Matchless |         |         | IOM Ret | NED 4   | BEL 2   |         | ULS 2   | RDA 2   | NAT 9   | FIN 1   | ARG -   |       | 29  | 2.º  |
| 1963 | 125cc | MZ        | ESP -   | GER 6   | FRA -   | IOM -   | NED -   | BEL Ret | ULS -   | RDA 2   | FIN -   | NAT -   | ARG -   | JPN - | 11  | 9.º  |
| 1963 | 250cc | MZ        | ESP -   | GER 5   | FRA -   | IOM -   | NED -   | BEL -   | ULS -   | RDA 2   |         | NAT 4   | ARG -   | JPN - | 11  | 6.º  |
| 1963 | 350cc | AJS       |         | GER -   |         | IOM Ret | NED -   |         | ULS Ret | RDA -   | FIN -   | NAT 2   |         |       | 6   | 8.º  |
| 1963 | 500cc | Matchless |         |         |         | IOM Ret | NED 3   | BEL 3   | ULS 4   | RDA 3   | FIN 2   | NAT DNS | ARG Ret |       | 21  | 2.º  |
| 1964 | 125cc | MZ        | USA -   | ESP -   | FRA DNS | IOM Ret | NED -   |         | GER DNS | RDA -   | ULS -   | FIN Ret | NAT -   | JPN - | 0   | -    |
| 1964 | 250cc | MZ        | USA 1   | ESP Ret | FRA -   | IOM 2   | NED Ret | BEL 3   | GER Ret | RDA DNS | ULS 4   |         | NAT 5   | JPN - | 23  | 3.º  |
| 1964 | 350cc | MZ        |         |         |         | IOM Ret | NED -   |         | GER -   | RDA -   | ULS Ret | FIN 4   | NAT Ret | JPN - | 3   | 16.º |
| 1964 | 500cc | Matchless | USA Ret |         |         | IOM -   | NED -   | BEL -   | GER -   | RDA -   | ULS -   | FIN -   | NAT -   |       | 0   | -    |